# Cultura de Lengyel

Mapa de la Europa Neolítica en el apogeo de la expansión danubiana, c. 3500 a. C.

La cultura de Lengyel es una cultura arqueológica del Neolítico europeo, centrada en el Danubio Medio en Europa Central. Floreció del 5000-3400 a. C. El yacimiento epónimo está en Lengyel en el condado de Tolna, Hungría. 
Fue precedida por la cultura de la cerámica de bandas y sucedida por la cultura de la cerámica cordada. En su extensión septentrional, se solapó con la cultura de los vasos de embudo algo posterior pero, por lo demás, aproximadamente contemporánea. También están estrechamente relacionadas con la cultura de la cerámica decorada a punzón y la cultura de Rössen, adyacentes al norte y al oeste, respectivamente.
Los subgrupos del horizonte de Lengyel incluyen la cerámica pintada I y II de Austria/Moravia, Aichbühl, Jordanów/Jordanów/Jordansmühl, Schussenried, Gatersleben. 
Se puede decir que es una esfera de amplia interacción u horizonte cultural más que una cultura arqueológica en sentido estricto. Su distribución se superpone con la cultura de Tisza y con la cerámica decorada a punzón, tan al norte como Osłonki, en Polonia Central. 
La cerámica Lengyel se ha encontrado en el oeste de Hungría, en Chequia, Eslovaquia, Austria, Polonia y en la cultura de Sopot en el área norte de la antigua Yugoslavia. La influencia en los estilos de cerámica es encontrada aún más lejos, en zonas de Alemania y Suiza.

## Desarrollo

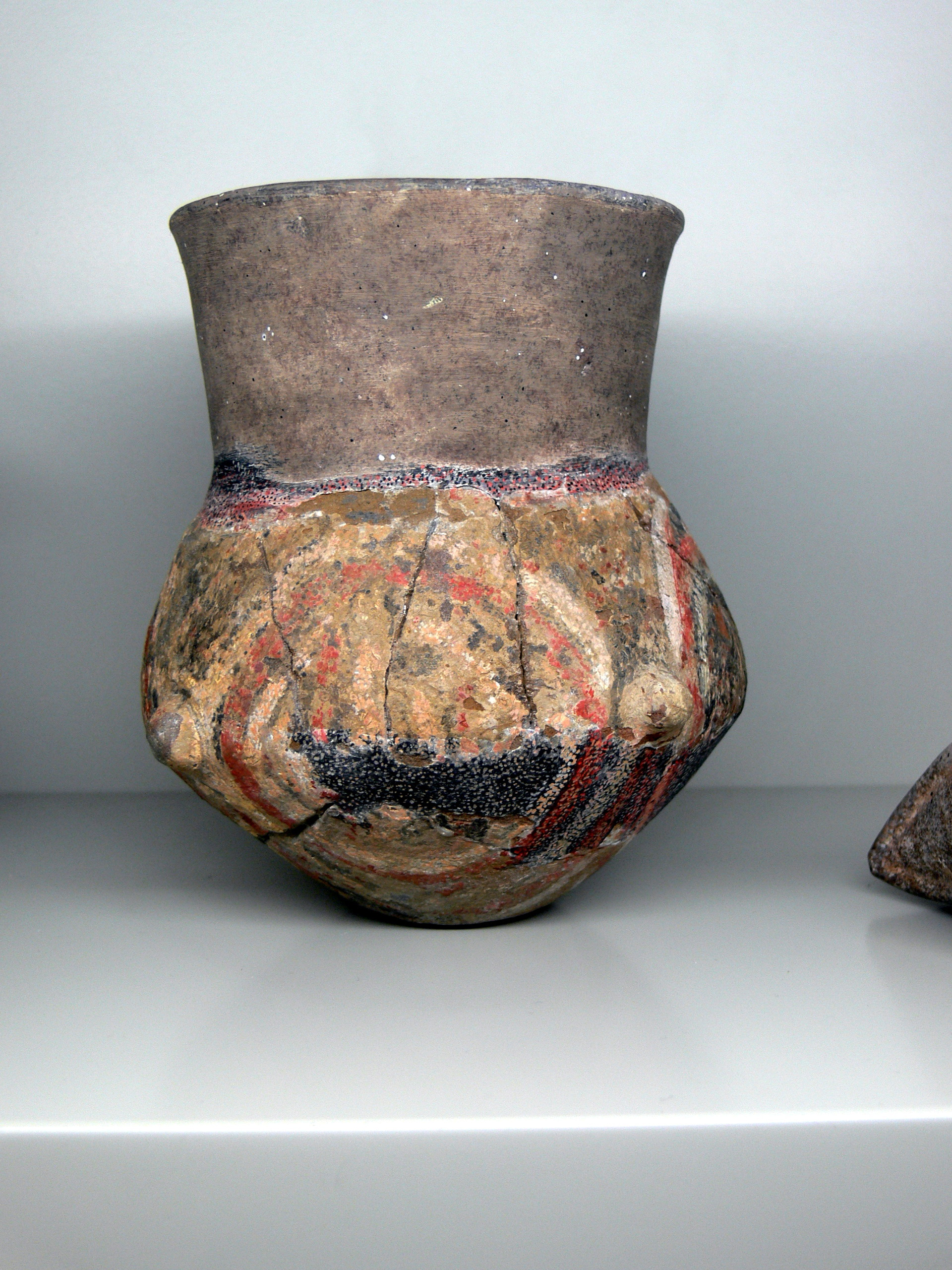
Vasija de cerámica de la cultura de Lengyel.

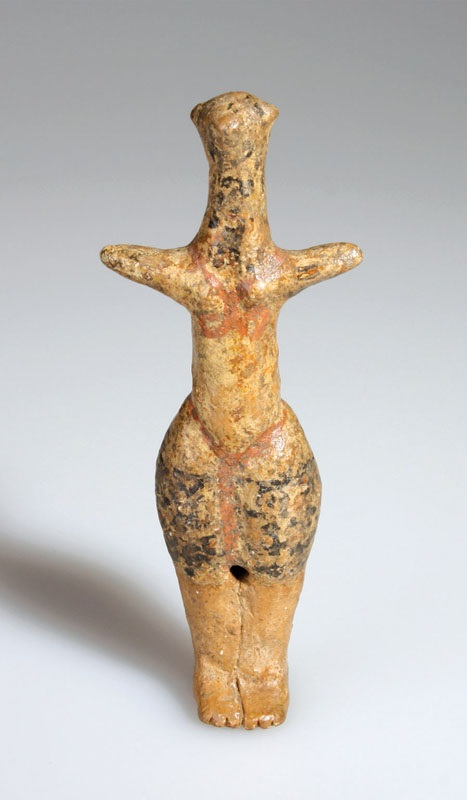
Venus de Falkenstein, encontrada en Austria.

Sucede a nivel local a la cultura de la cerámica de bandas desde 4900 a. C. Se divide en tres fases: policroma, bícroma y sin pintar. Esta cultura continúa la producción de figurillas típicas de las civilizaciones danubianas. Luego evolucionará hacia el epi-lengyel (4250-3950 a. C.), que luego se diferenciará formando la cultura de Lasinja (Balatón-Lasinja) en el sur, la cultura de Retz (Baja Austria) y la cultura de Jordanów (4300-3900 a. C.) alrededor de Chequia. 
La cultura de Lengyel continúa las prácticas agrícolas, ganaderas y funerarias de la cultura de la cerámica de bandas. El ganado era principalmente vacuno, pero también tenían cerdos y en menor grado, ovicápridos. Sus asentamientos estaban compuestos de casas pequeñas y casas largas derivadas de las anteriores de la cultura de la cerámica de bandas pero ya no se cortan en tres partes y reemplazan el plano rectangular por un plano trapezoidal. trapezoidales. Estos asentamientos a veces estaban abiertos, pero normalmente eran recintos circulares rodeados por un foso defensivo y una empalizada, muchos de ellos con fosas circulares (Friebritz, Gaudendorf, Tešĕtice-Kyjovice) .
La inhumación se realizaba en necrópolis separadas, en posición flexionada, aparentemente sin preferencia por el lado en el que se colocaba al difunto. 
Los sitios Lengyel del último período muestran signos del uso del cobre en forma de cuentas, cintas martilladas y hachas de combate que marcan el comienzo del período calcolítico en Europa Central. Se han encontrado enterramientos colectivos en pozo y la cerámica es lisa en un primer momento, luego con tazas bicónicas de dos asas y más tarde aparecen decoraciones incisas y puntilladas.

## Interpretación
Fue asociada a la antigua cultura europea por Marija Gimbutas, aunque pudo haber sido sometida a una 'kurganización' por los proto-indoeuropeos y se ha integrado en la posterior cultura de las ánforas globulares.